# Burjuc
Burjuc – wieś w Rumunii, w okręgu Hunedoara, w gminie Burjuc. W 2011 roku liczyła 194 mieszkańców.